# 영덕아산요양병원
영덕아산요양병원(盈德牙山遼陽病院)은 경상북도 영덕군에 위치하였고, 아산사회복지재단이 설립하였다.

## 연혁
- 1979년 3월 31일 영덕병원 개원
- 2002년 4월 1일 영덕아산병원으로 변경
- 2013년 5월 6일 영덕아산요양병원으로 변경
- 2017년 10월 21일  다시 영덕아산병원으로 변경